# Aura (Yvonne-Catterfeld-Album)
Aura ist das vierte Studioalbum der deutschen Popsängerin Yvonne Catterfeld, das im Oktober 2006 erschien.

## Entstehung und Veröffentlichung
Die Erstveröffentlichung von Aura erfolgte am 20. Oktober 2006 bei Columbia Records. Das Album erschien in seiner Originalausführung als CD und Download mit 15 Titeln (Katalognummer: 88697 00854 2).
Geschrieben und produziert wurden die Lieder von verschiedenen Liedtextern Komponisten und Musikproduzenten, darunter namhafte Musiker wie Walter Afanasieff, Eric Benét, Alex Christensen, Joy Denalane, Mustafa Gündoğdu, Andreas Herbig, Max Herre, Lukas Hilbert oder auch Lilo Scrimali. Catterfeld selbst war am Schreibprozess von elf Liedern beteiligt.

## Titelliste
Where Does the Love Go ist als Bonustrack ausgeschrieben. Es erschienen mehrere Editionen des Albums. Die „Special Edition“ mit Poster-Begleitheft enthält mit Diebe der Liebe (SoPhat Remix) einen Remix von SoPhat. Die „Special Edition“ im Digipak dagegen hat mit Lass mich nicht so stehen eine weitere Komposition von Götz von Sydow, Laith Al-Deen und Yvonne Catterfeld als Bonustitel. Eine weitere „Special Edition“ wiederum enthält Schicksal in einer Akustikversion.
| #  | Titel                                               | Dauer | Autoren(en)                                                              | Produzent(en)                   |
| -- | --------------------------------------------------- | ----- | ------------------------------------------------------------------------ | ------------------------------- |
| 1  | Die Zeit ist reif (Singleversion)                   | 3:51  | Yvonne Catterfeld, Andy Love, Heike Kospach, Jos Jorgensen, Terry Walker | Mousse T.                       |
| 2  | Ich will nur dich                                   | 3:35  | Alan Glass, Yvonne Catterfeld, T. Fraser, T. Blaize, Britta A. Blum      | Mousse T.                       |
| 3  | Liebe muss reichen                                  | 3:43  | Yvonne Catterfeld, Jan Pelao, Britta A. Blum, P.O. Block                 | OJA Tunes                       |
| 4  | Erinner’ mich dich zu vergessen (Singleversion)     | 3:26  | Lukas Hilbert                                                            | Alex Christensen, Lukas Hilbert |
| 5  | Hier bin ich                                        | 3:35  | Yvonne Catterfeld, Heike Kospach, Jan Pelao, P.O. Block                  | OJA Tunes                       |
| 6  | Neben dir                                           | 4:08  | Walter Afanasieff, Lukas Hilbert, Yvonne Catterfeld                      | Walter Afanasieff               |
| 7  | Mein Tag, mein Licht                                | 3:22  | Bill Withers, Lukas Hilbert                                              | Lilo Scrimali                   |
| 8  | Sonnenschein                                        | 3:56  | Yvonne Catterfeld, Götz von Sydow, Laith Al-Deen                         | OJA Tunes                       |
| 9  | Ich lauf einfach los                                | 3:56  | Yvonne Catterfeld, Heike Kospach, Christian Neander                      | Andreas Herbig                  |
| 10 | Diebe der Liebe                                     | 3:21  | Nosie Katzmann, Anne Aalrust, Yvonne Catterfeld                          | Jan van der Toorn               |
| 11 | Kenn ich dich?                                      | 3:40  | Christian Neander, Tony Cornelissen, Tobias Friedrich, Allan Eshuijs     | OJA Tunes                       |
| 12 | Du lässt dich gehen                                 | 3:30  | Frank Ramond, Yvonne Catterfeld, Matthias Haß                            | Jan van der Toorn               |
| 13 | Schicksal                                           | 3:36  | Jan van der Toorn, Yvonne Catterfeld, Heike Kospach, Claus Capek         | Jan van der Toorn               |
| 14 | Alles, was du dir erträumst                         | 4:34  | Max Herre, Sékou Neblett, Lilo Scrimali, Joy Denalane                    | Max Herre, Lilo Scrimali        |
| 15 | Where Does the Love Go? (Singleversion; Eric Benét) | 4:36  | Eric Benét, Hod David, Andrew Wyatt                                      | Walter Afanasieff, Eric Benét   |

## Singleauskopplungen
Als erste Singleauskopplung des Albums wurde Erinner mich, dich zu vergessen am 6. Oktober 2006 veröffentlicht. Die Ballade wurde von Lukas Hilbert geschrieben und von ihm sowie Alex Christensen produziert. Das dazugehörige Musikvideo entstand unter der Regie von Dennis Karsten und Daniel Siegler. Als zweite Single erschien am 26. Januar 2007 Die Zeit ist reif. Das Musikvideo hierfür wurde von Daniel Siegler gedreht.
Singles in den Charts

| Jahr | Titel                           | Höchstplatzierung, Gesamtwochen, AuszeichnungChartplatzierungen (Jahr, Titel, , Platzierungen, Wochen, Auszeichnungen, Anmerkungen) | Höchstplatzierung, Gesamtwochen, AuszeichnungChartplatzierungen (Jahr, Titel, , Platzierungen, Wochen, Auszeichnungen, Anmerkungen) | Höchstplatzierung, Gesamtwochen, AuszeichnungChartplatzierungen (Jahr, Titel, , Platzierungen, Wochen, Auszeichnungen, Anmerkungen) | Anmerkungen                           |
| Jahr | Titel                           | DE | AT | CH | Anmerkungen                           |
| ---- | ------------------------------- | --- | --- | --- | ------------------------------------- |
| 2006 | Erinner mich, dich zu vergessen | DE6 (11 Wo.)DE | AT22 (8 Wo.)AT | CH23 (9 Wo.)CH | Erstveröffentlichung: 6. Oktober 2006 |
| 2007 | Die Zeit ist reif               | DE55 (5 Wo.)DE | — | — | Erstveröffentlichung: 26. Januar 2007 |

## Rezeption
Das Album wurde als Neubeginn von Yvonne Catterfelds Karriere vermarktet. So bewarb die Plattenfirma das Album damit, dass Catterfeld zum ersten Mal „absolut vollständige Person“ sei. Gemeint war das Mitspracherecht am Songwriting, das sie nun zum ersten Mal nutzen konnte. Eberhard Dobler von Laut.de beschrieb die Promo zum Album als misslungen. Tatsächlich sei alles beim Alten geblieben und ein paar Scratches wären keine Runderneuerung. Stattdessen sei auf dem Album das zu finden, was man auf einem Catterfeld-Album erwarte: „Poppig moderner R'n'B, mal tanzbar, mal als klassische Ballade angelegt. Den Sound dominieren leise Hip-Hop-Beats, weiche Bässe, Streicher, dezentes Gitarrenspiel - und wo es nötig ist, Percussion, Bläser und dergleichen.“

## Chartplatzierungen
| ChartsChartplatzierungen | Höchstplatzierung | Wochen |
| ------------------------ | ----------------- | ------ |
| Deutschland (GfK)        | 10 (14 Wo.)       | 14     |
| Österreich (Ö3)          | 17 (5 Wo.)        | 5      |
| Schweiz (IFPI)           | 26 (5 Wo.)        | 5      |